# Sotoserrano (kommunhuvudort)
Sotoserrano är en kommunhuvudort i Spanien.   Den ligger i provinsen Provincia de Salamanca och regionen Kastilien och Leon, i den centrala delen av landet, 200 km väster om huvudstaden Madrid. Sotoserrano ligger 512 meter över havet och antalet invånare är 715.
Terrängen runt Sotoserrano är kuperad. Runt Sotoserrano är det glesbefolkat, med 11 invånare per kvadratkilometer. Närmaste större samhälle är Nuñomoral, 18,3 km väster om Sotoserrano. 